# Oplonia polyece
Oplonia polyece är en akantusväxtart som först beskrevs av William Thomas Stearn, och fick sitt nu gällande namn av A. Borhidi. Oplonia polyece ingår i släktet Oplonia och familjen akantusväxter. Inga underarter finns listade i Catalogue of Life.